# Tayyaba Hasan
Tayyaba Hasan es una investigadora estadounidense que trabaja como profesora de Dermatología en el Wellman Centre para Photomedicina en la Escuela de Medicina de Harvard. Es una de las inventoras de la verteporfina, un medicamento aprobado por la Administración de Alimentos y Medicamentos (FDA) que combate la degeneración macular relacionada con la edad. Recibió en 2018 del SPIE el Britton Chance Biomedical Optics Award.

## Trayectoria
Hasan se licenció en Química en la Universidad de Karachi en 1966. Obtuvo un Master en 1968, especializándose en química orgánica. En 1970, consiguió un segundo Master en la Universidad de Islamabad. Ganó la Beca Nacional al Mérito en la Punjab Education Foundation. Se trasladó a la Universidad de Arkansas para su investigación de postgrado, donde terminó un doctorado en química orgánica en 1980. Fue elegida miembro de sociedad de investigación científica Sigma Xi.
Después de terminar su doctorado, Hasan entró a formar parte de la Universidad de Pensilvania como investigadora asociada postdoctoral. Ingresó a la Facultad de Medicina de Harvard en 1982. Trabajó con Alan Oseroff en el conjugado de anticuerpos fotosensibilización de las células para la fotólisis basada en receptores, y demostró que era posible tratar las estructuras subcelulares mediante fotosensibilización. Hasan utilizaba terapia fotodinámica para diagnosticar y tratar enfermedades. Y acabó dando formación a dermatólogos, oftalmólogos, urólogos, ginecólogos y cirujanos ortopédicos.
Demostró que los derivados de la benzoporfirina podían utilizarse para eliminar los vasos subretinianos. Luego desarrolló la verteporfina con Ursula Schmidt, convirtiéndose en una de las más de veinte patentes que posee. Fue nombrada profesora de dermatología en 2009. Sus investigaciones más recientes se centran en el tratamiento del glioma y del cáncer de ovario. En 2011, fue la directora fundadora de la Office for Research Career Development del Hospital General de Massachusetts. Su objetivo son enfermedades como la leishmaniasis, la tuberculosis por mycobacterium y el staphylococcus aureus resistente a la meticilina. El laboratorio de Hasan se centra en los mecanismos fotofísicos y biológicos de la terapia fotodinámica. Dirige un proyecto financiado por el Instituto Nacional del Cáncer que se centra en la terapia guiada por imágenes para el cáncer de páncreas y de piel. Estos incluyen la formación de oxígeno singlete, la secreción de citoquinas. 
El laboratorio de Hasan lleva a cabo varios proyectos de investigación por separado:
- Potenciadores de moléculas pequeñas de la terapia fotodinámica para el cáncer de piel.[12]
- Terapia endoscópica fotodinámica y combinada para tumores pancreáticos locales y metastásicos.[13]
- Diseño basado en mecanismos de terapias combinadas para el cáncer de páncreas.[14]
- Dosimetría e imágenes basadas en modelos para PDT.[15]

Hasan ha sido miembro de las juntas directivas de varias sociedades científicas, entre ellas, Presidenta de la Asociación Fotodinámica Internacional, Vicepresidenta de Ciencia de la Asociación Panamericana PDT y Presidenta de la Sociedad Americana de Fotobiología (2010 - 2012). Contribuyó en 2014 con el libro Photodynamic Therapy: From Theory to Application. Forma parte de la junta asesora de Polythea. 

## Reconocimientos
- 2018 que reconoce la ilustre carrera de un investigador senior cuyo trabajo ha avanzado significativamente en las áreas de investigación de la American Society for Photobiology.
- 2018  SPIE Britton Chance Biomedical Optics Award.[18][19]
- 2018 Society of Asian American Scientists in Cancer Research Award for Contributions to Cancer Research.[20]
- 2017 International Photodynamic Association Award for Significant Advancement of Photodynamic Therapy.[21]
- 2015 International Photodynamic Association Lifetime Achievement Award in PDT research for research excellence in the field of photodynamic therapy.[21]
- 2014 Harvard-MIT Division of Health Sciences & Technology (HST), Harvard Medical School Directors' Award for Service to HST community.
- 2012 Mentor Award National Postdoctoral Association.[22]
- 2010 Science Club for Girls Catalyst Award Honouree for Dedication to equity in Science, Engineering and Technology.[23]
- 2009 Harvard Medical School William Silen Lifetime Achievement in Mentoring Award.[24]
- 2009 National Institutes of Health Pioneers in Biomedical Optics for Bench-to-Bedside Translation.[25]